# Beton (Menganti)
Beton is een bestuurslaag in het regentschap Gresik van de provincie Oost-Java, Indonesië. Beton telt 3165 inwoners (volkstelling 2010).